# Комплекс виробництва олефінів у Нанкіні
Установки виробництва олефінів у Нанкіні – китайське виробництво вугле- та нафтохімічної промисловості в провінції Цзянсу.
Традиційно олефіни отримують на установках парового крекінгу, проте у 2010-х роках в Китаї почали з’являтись заводи по їх продукуванню з метанолу (котрий можливо синтезувати на основі вугілля, але не тільки). Зокрема, компанія Wison придбала в одного з лідерів світового ринку технологій для нафтохімічної промисловості компанії UOP ліцензію на її процес MTO (methanol-to-olefins, метанол-у олефіни) та почала апробовувати і розвивати його на своєму майданчику в Нанкіні. Тут у 2013 році спорудили установку річною потужністю 135 тисяч тон етилену та 160 тисяч тон пропілену, котра споживала для цього 750 тисяч тон метанолу. Останній переважно продукувався за рахунок газифікації вугілля на двох блоках, кожен з яких міг видавати по 300 тисяч тон цільового продукту. Випущені олефіни споживались великим заводом оксо-спиртів, який, зокрема, продукував н-бутанол, 2-етилгексанол, октанол, ізобутиральдегід та ізобутанол.
У 2016-му холдинг Chengzhi Shareholding викупив компанію Wison (Nanjing) Clean Energy, котрій належав нанкінський майданчик, та перейменував її у Nanjing Chengzhi Clean Energy. Менш ніж через рік новий власник уклав угоду з Honeywell UOP на спорудження ще однієї установки MTO, котра повинна була випускати 240 тисяч тон етилена та 360 тисяч тон пропілена, споживаючи при цьому 1,8 млн тон придбаного на ринку метанола. Якщо на першій установці отримані під час синтезу з метанола олефіни фракцій С4-С8 спрямовувались у блок крекінгу, котрий перетворював більшу їх частину на всі ті ж етилен та пропілен, то тепер запланували використовувати бутени для живлення установки дегідрогенізації, котра випускатиме діолефін – бутадієн. Нове виробництво стало до ладу влітку 2019 року. При цьому на майданчику не створювали похідних виробництв, а призначили випущені тут олефіни для продажу на ринку.